# Steven Barnett
Pour les articles homonymes, voir Barnett.
Steven Barnett, né le 15 juin 1979 à Sydney, est un plongeur australien.

## Palmarès

### Jeux olympiques
- Athènes 2004
  -  Médaille de bronze en tremplin 3 mètres synchronisé[1].